# Bataille d'Azukizaka (1564)
Pour les articles homonymes, voir Bataille d'Azukizaka.
La bataille d'Azukizaka (小豆坂の戦い, Azukizaka no tatakai) ou bataille de Batō-ga-hara (馬頭原の戦い, Batō-ga-hara no tatakai) se déroule en 1564 lorsque Matsudaira Motoyasu (plus tard renommé Tokugawa Ieyasu), cherche à détruire la menace grandissante des Ikkō-ikki, coalition de moines, samouraïs et paysans fortement opposés à la domination des samouraïs.
Les tensions entre les guerriers et les ikki connaissent une escalade dans la province de Mikawa lorsque les ikki résistent aux efforts des samouraïs de taxer leurs temples. Des combats éclatent en 1563 lorsque Suganuma Sada, un vassal des Matsudaira, pénètre dans le Jōgū-ji à Okazaki et confisque son riz pour nourrir ses propres hommes. En représailles, les moines attaquent le château de Suganuma et récupèrent le riz vers le Jōgū-ji où ils se barricadent. Lorsque Motoyasu envoie des messagers au temple pour enquêter sur les troubles, ils sont exécutés. Dans un autre incident, un samouraï ikki attaque un commerçant dans un temple proche du Honshō-ji. Motoyasu lance un raid contre le temple mais est défait.

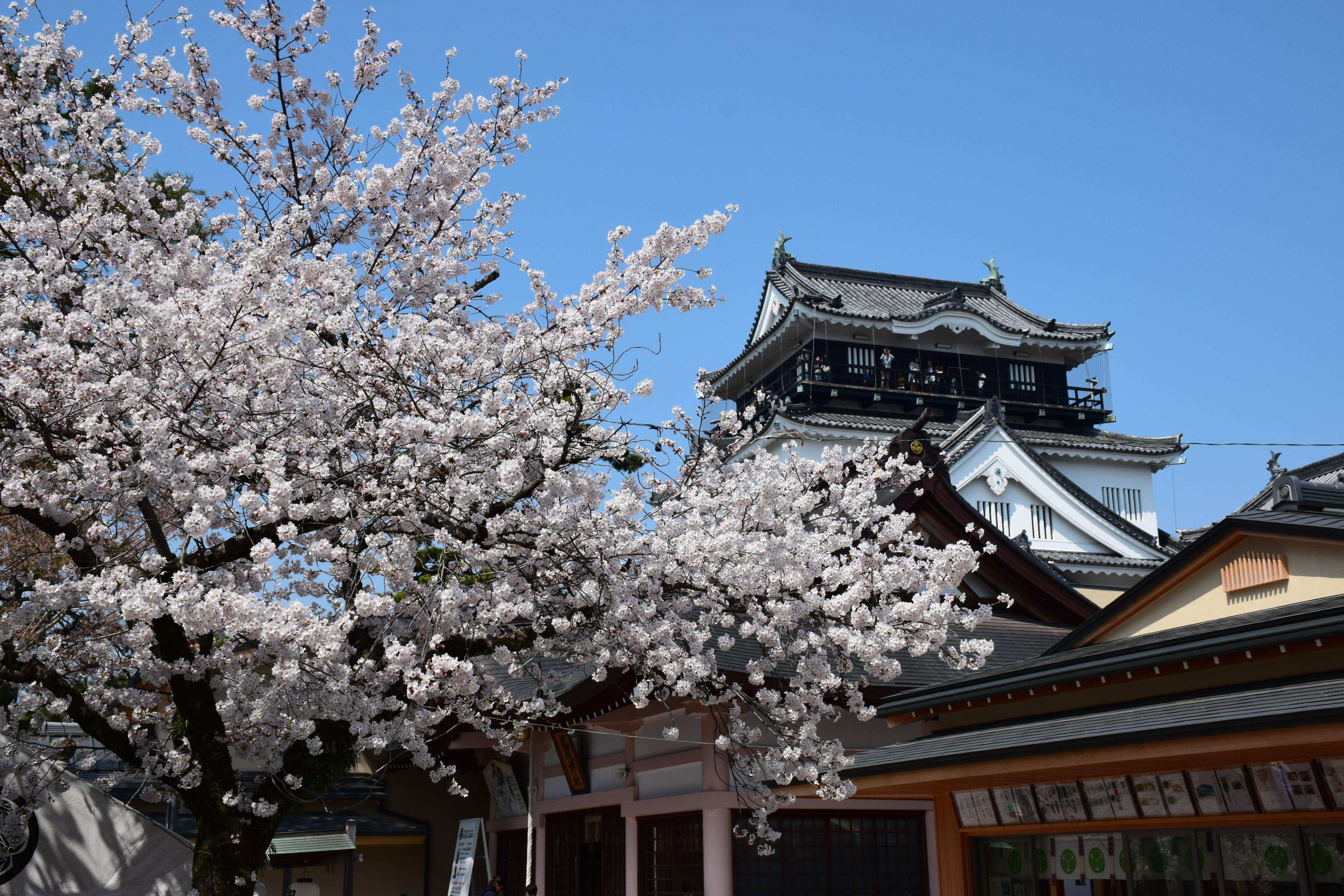
La résidence des Matsudaira se trouve au château d'Okazaki.

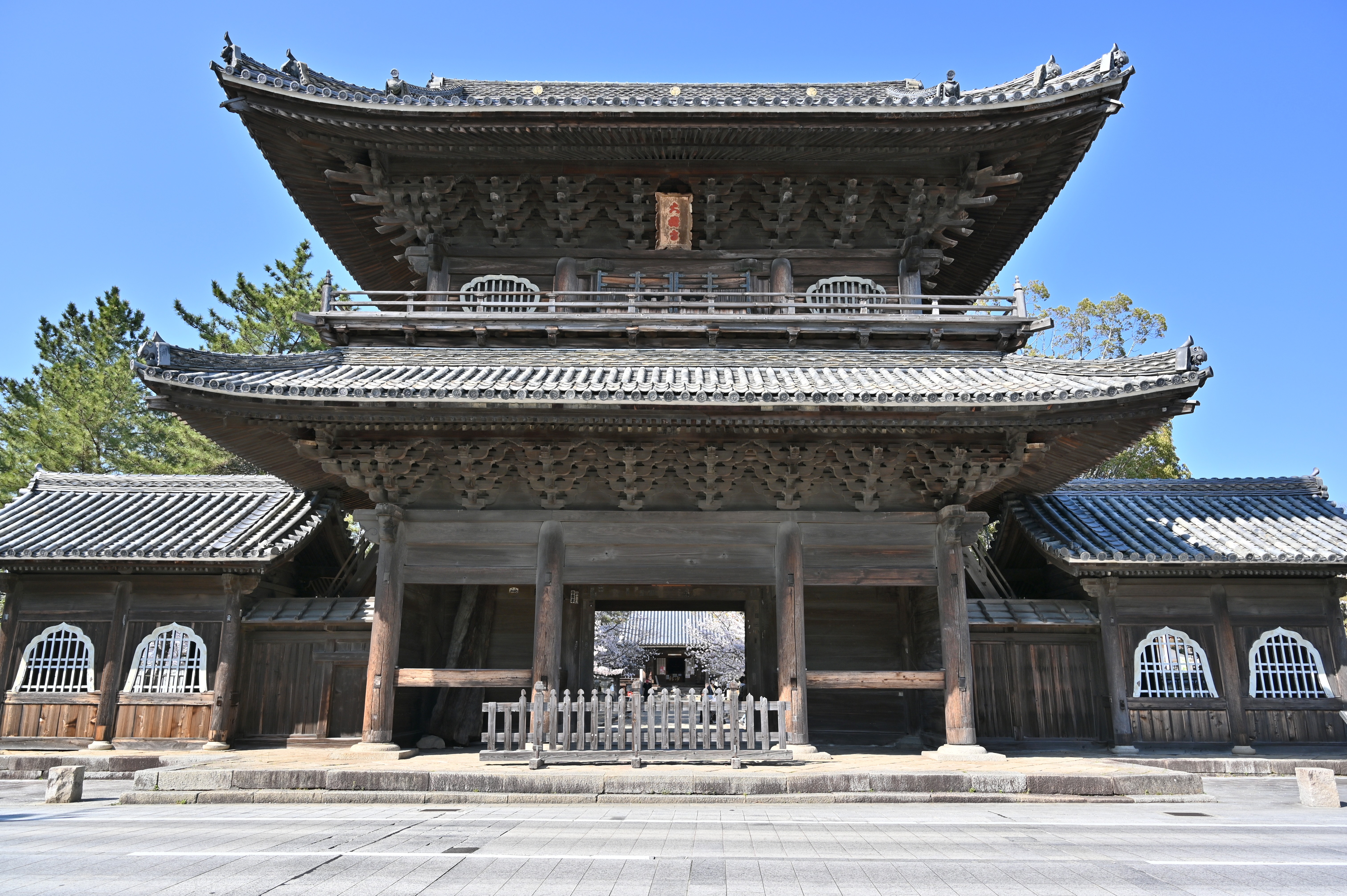
Le monastère Jōdo su Daiju-ji bénéficie du patronage du clan Matsudaira et soutient Motoyasu à Azukizaka

La bataille de Azukizaka se déroule le 15 janvier 1564. Motoyasu décide de concentrer ses forces à l'élimination des ikki de la province de Mikawa et demande de l'aide aux moines guerriers du temple de Daiju-ji avec qui il entretient de bonnes relations. Dans les rangs des ikki se trouvent quelques-uns des vassaux de Motoyasu, comme Honda Masanobu qui s'est joint à la rébellion des ikki par sympathie religieuse. La bataille est féroce et Motoyasu y prend part personnellement, défie les samouraïs ennemis et combat sur la ligne de front où il reçoit des balles qui transpercent son armure sans parvenir à le blesser. La courageuse conduite de Motoyasu dans la bataille convainc bon nombre des transfuges samouraïs chez les ikki de changer de camp et les ikki sont défaits.
Néanmoins, la bataille ne signifie pas la fin des ikki dans Mikawa et Motoyasu continue sa campagne pour pacifier la province de la rébellion des ikki.

## Source de la traduction
- (en) Cet article est partiellement ou en totalité issu de l’article de Wikipédia en anglais intitulé « Battle of Azukizaka (1564) » (voir la liste des auteurs).